# Palais Borromeo
Pour les articles homonymes, voir palais Borromée.
Le palais Borromeo ou palais de Pie IV est un palais historique de Rome, à ne pas confondre avec le palais Gabrielli-Borromeo. Situé le long de la Via Flaminia et sur l'entrée de la Via delle Belle Arti, il représente un palais typique de la Renaissance, conçu en 1561 par l'architecte Pirro Ligorio pour le pape Pie IV. 

## Histoire et description
Le palais se dresse dans ce qu'on appelait le vieux vignoble. Ce vignoble, comme on l'appelait alors les villas, ainsi que le vignoble du port et le vignoble Del Monte constituaient la résidence d'été du pape Jules III. Il y a actuellement non seulement le palais Borromée, mais aussi la villa Giulia et la villa Poniatowski sur les trois vignobles. En 1557, le pape Paul IV Carafa revendique la propriété des vignobles au Saint-Siège (parce qu'ils ont été achetés avec les moyens de l'Église). Par la suite, Pie IV donna le bâtiment construit sur le vignoble et incomplet à ses petits-enfants bien-aimés: le comte Federico Borromeo et son frère le cardinal Carlo Borromeo. Le palais a été construit derrière en y incorporant une fontaine préexistante (appelée du pape Jules III), chef-d'œuvre de Bartolomeo Ammannati, qui fait toujours face au croisement des rues Via Flaminia et Via di Villa Giulia. 
Après la mort prématurée de Federico et le départ de Carlo à Milan, le palais fut confié à sa sœur Anna Borromeo, qui épousa Fabrizio Colonna, il passa alors au sein de cette puissante famille romaine. S'ensuivit environ trois cents ans d'alternance et une période d'abandon. En 1920, le palais, appartenant à la famille Balestra, a été acheté puis restauré par Ugo Jandolo, célèbre antiquaire romain. 
En 1929, après les Accords du Latran, il a été acheté par l'État italien pour en faire la nouvelle ambassade d'Italie auprès du Saint-Siège, toujours en activité.  C'est le seul cas d'un siège diplomatique détaché sur le territoire du même pays qu'elle représente. C'est donc aussi la seule ambassade au monde à ne pas jouir du privilège de l'extraterritorialité. 

Dans les intérieurs, il y a des stucs et des fresques commandés par Pie IV et Marcantonio Colonna. 

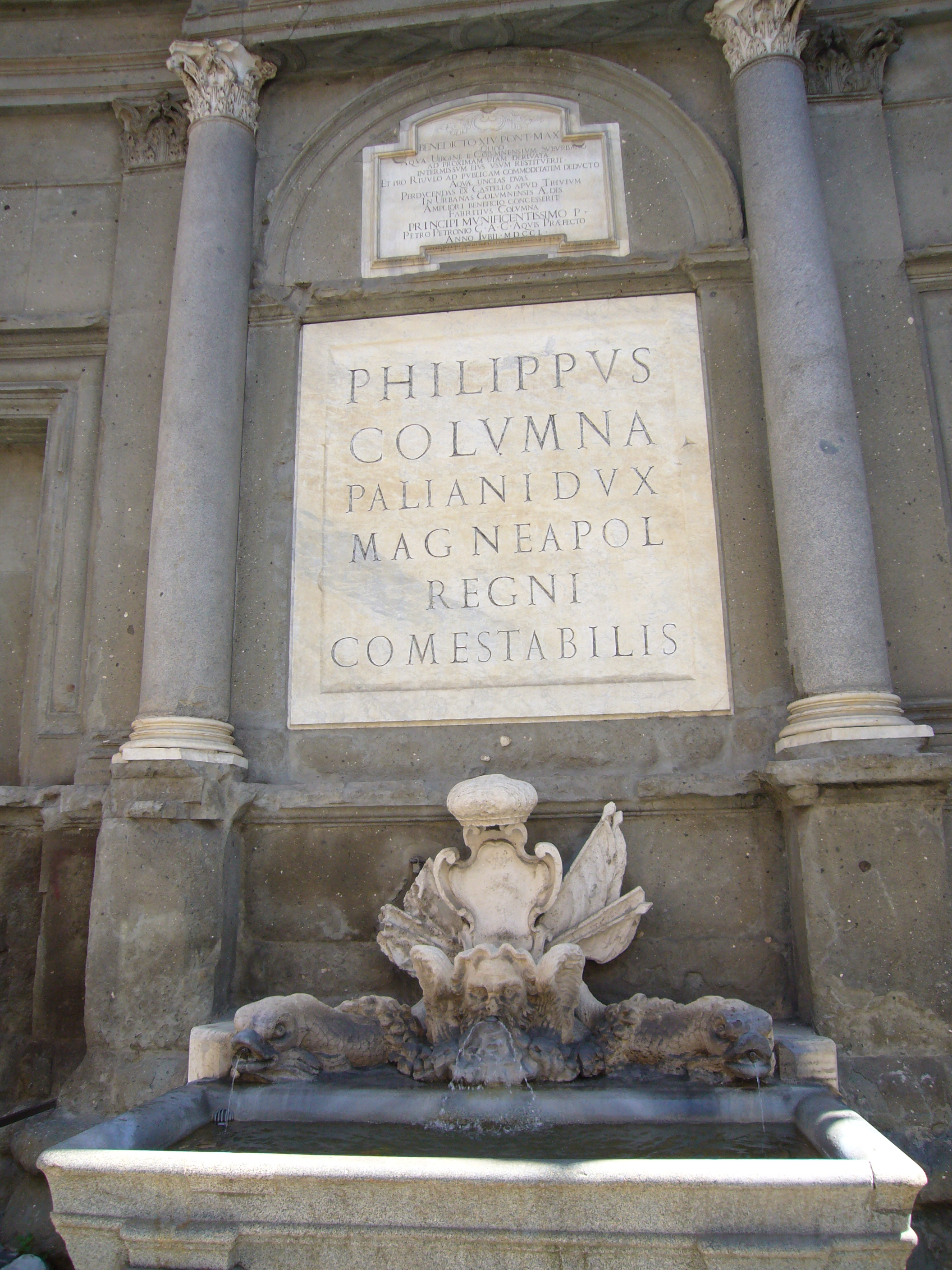
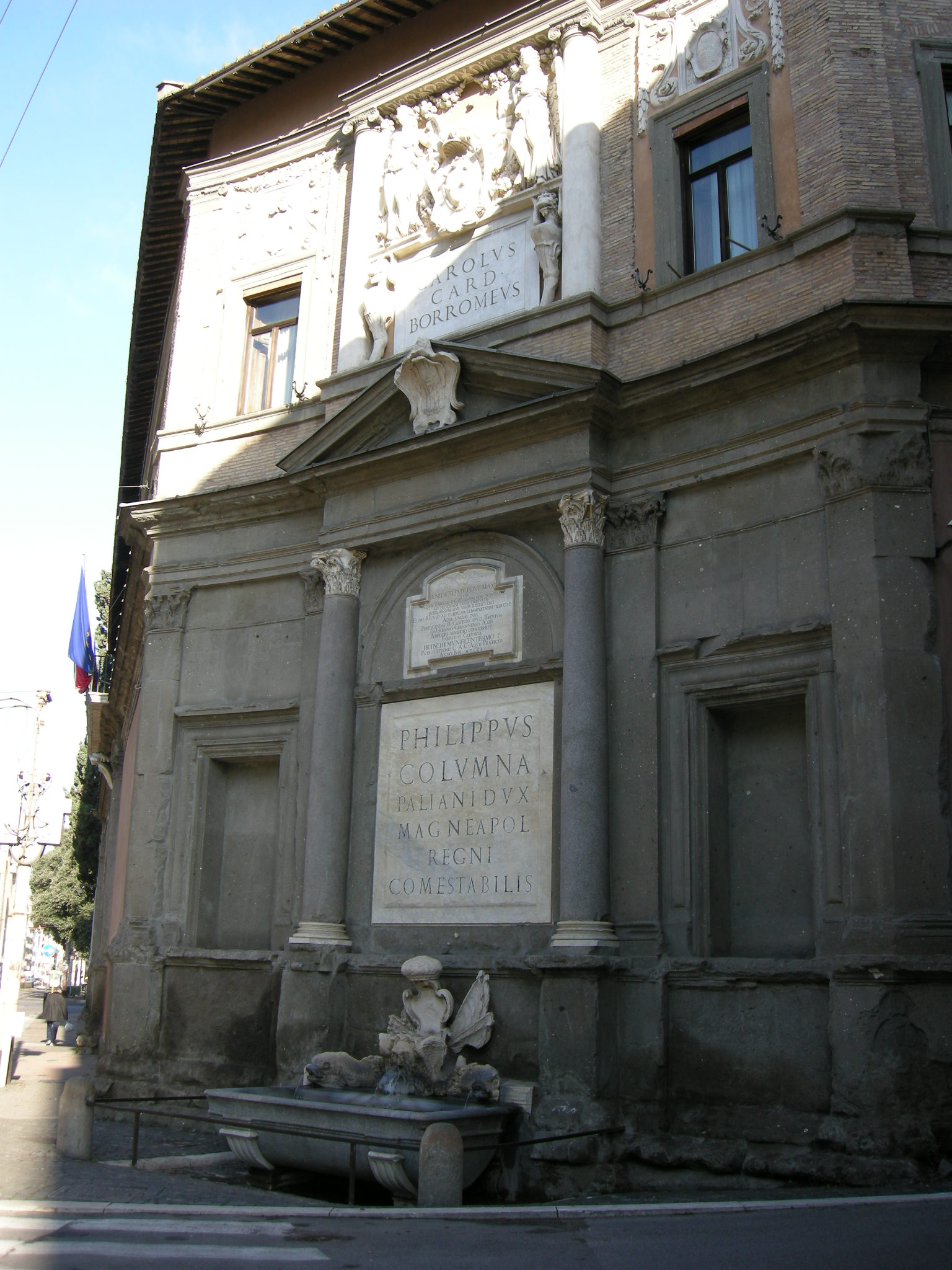